# Anubis manillarum
Anubis manillarum là một loài bọ cánh cứng trong họ Cerambycidae.